# 흑산도기상대
흑산도기상대는 1997년부터 흑산도지방의 기상관측을 시작한 이래 신속 정확한 기상정보의 생산, 제공 및 자연재해로부터 국민의 생명과 재산을 보호하고 산업진흥 등 공공복리에 기여하기 위해 설립한 기상청 광주지방기상청 소속 기관이다. 흑산도를 비롯한 홍도, 가거도를 관할지역으로 서해남부먼바다의 기상관련 업무를 수행한다. 전라남도 신안군 흑산면 예리 353-63(산)에 위치하고 있다.

## 연혁
- 1995년 12월 흑산도기상대 신설
- 1996년 10월 청사 신축
- 1997년 12월 청사 증축 및 관사 신축
- 1997년 1월 기상관측·예보 업무개시
- 1999년 7월 지진계 설치
- 2003년 3월 황사관측장비(PM10) 설치 및 관측
- 2003년 6월 고층기상관측(Loran-C) 개시
- 2007년 4월 GPS레윈존데 고층기상관측 개시
- 2007년 12월 고층기상관측환경 및 시설 개선

## 주요 업무

### 지상·고층·해상 기상관측 및 감시
- 기상관측장비의 운영 최적화
- 고층기상관측정보의 효율성 제고
- 기상관측자료의 활용도 증대

### 직원역량 강화를 통한 관측정문가 양성
- 직원역량 강화를 위한 교육 기회 부여
- 재직자 전문성 강화 프로그램 운영

### 고객만족도 향상을 위한 대민기상서비스 질 향상
- 관할구역 내 방재기상업무 강화 및 예방활동
- 지역언론을 통한 홍보실시
- 지역 유관기관과의 유대강화

## 같이 보기
- 기상청
- 광주지방기상청